# Hyalinobatrachium duranti
Hyalinobatrachium duranti là một loài ếch trong họ Centrolenidae. Chúng là loài đặc hữu của Venezuela. Trong tiếng Tây Ban Nha nó được gọi là ranita de cristal de Durant.
Các môi trường sống tự nhiên của chúng là rừng mây ẩm nhiệt đới và cận nhiệt đới và sông.
Tình trạng bảo tồn của nó hiện chưa đủ thông tin.